# Innario di Kingo

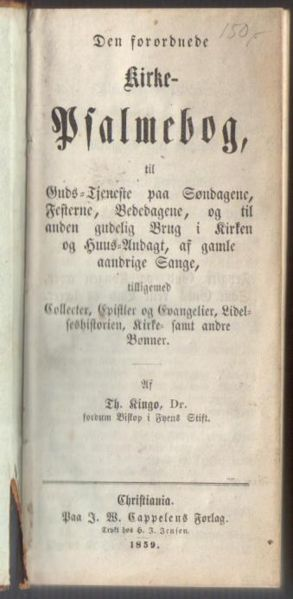
L'innario di Kingo, edizione del 1859

L'innario di Kingo, ufficialmente chiamato Dend Forordnede Ny Kirke-Psalme-Bog (Il nuovo innario prescritto per la chiesa), è un innario approvato con decreto reale per l'uso in tutte le chiese luterane di Danimarca-Norvegia nel 1699. Contiene 86 inni composti dal vescovo di Odense, Thomas Kingo. Reca anche il nome di Kingo sul frontespizio, dato che la selezione si basò su un innario edito da Kingo 10 anni prima.
L'innario di Kingo venne usato in gran parte della Norvegia fino agli '70 dell'Ottocento, allorché venne sostituito dal Landstads kirkesalmebog (Innario ecclesiastico di Landstad) e dal Psalmebog for Kirke og Hus (Innario per la chiesa e la casa) di Andreas Hauge.
L'innario è ordinato in base all'anno liturgico così che vengono indicati per ogni festa durante l'anno gli inni adatti. Esso contiene collette, epistole e letture dai Vangeli per ogni giorno festivo, oltre a preghiere da fare in chiesa e altrove.